# Años 1330
Los años 1330 o década del 1330 empezó el 1 de enero de 1330 y terminó el 31 de diciembre de 1339.

## Acontecimientos
- Recopilación de los cuentos y escritura de la obra "El conde Lucanor", por don Juan Manuel.
- Cortes de Madrid (1339)

## Personas destacadas
- Don Juan Manuel (autor de El conde Lucanor entre otras).